# قد ولت الأعوام السمينة
قد ولّت الأعوام السمينة (بالألمانية: Die fetten Jahre sind vorbei)، أو المعلمين (بالألمانية: The Edukators)، هو فيلم ألماني-نمساوي من عمل المخرج النمساوي هانز ڤينگرتنر صدر في 2004. ورُشح لجائزة السعفة الذهبية في مهرجان كان السينمائي 2004, الفيلم من بطولة دانيل بروهل، يوليا ينتش وستپ إرسيگ.
العنوان الألماني، Die fetten Jahre sind vorbe، يعني قد ولّت الأعوام السمينة بشكل حرفي. الأعوام السمينة هو تعبير ألماني بمعنى فترة من الزمن التي فيها الشخص يتمتع بنجاح كبير، ويُدلل نفسه بشكل كبير.

## الرواية
حكاية الفليم تدور حول ثلاث شباب مشاركون في أنشطة مناهضة للرأسمالية يعيشون في وسط مدينة برلين – يول (يوليا ينتش)، صديقها پيتر (ستپ إرسيگ) وصديقه المفضل يان (دانيل بروهل).
يول نادلة لديها مشكلة في تسديد دين بمبلغ € 100,000 الذي تراكم بعد وقوعها في حادث سيارة مع مرسيدس-بنز من فئة-س الت مُلك رجل أعمال غني يدعى هاردنبرگ (بورگهارت كلوسنر) على طريق سريع. بعد أن طُردت من شقتها لعدم دفع الإجار، تذهب لتعيش مع پيتر ويان، الذين في أغلب الأوقات في الخارج طول الليل. عندما پيتر يذهب ليزور برشلونة، يان يكشف أن هو وپيتر كانوا يقضون وقتهم في الليل كي «يُعلموا» الناس الأغنياء بالدخول إلى منازلهم، تغير مكان الأثاث، وترك ورق مع كلمات تقول "die fetten Jahre sind vorbei" (أيام النعيم قد انتهت)، أو "Sie haben zu viel Geld" لديكم أكثر مما ينبغي من المال.
بعد أن عرفت يول عن هذا، تقنع يان أن يدخل عفوياً إلى منزل هاردنبرگ في الحي برلين الغني زهلندورف، عندما يكون قد رحل في رحلة مهمة. عندما كانوا داخل المنزل، يان ويول يتقبلان. يان يترك يول وحدها لبضع دقائق لأنه لا يريد أن يُخرب صداقته مع بيتر. فيما كانت تنظر حول البيت، يول بالخطئ تُشغل الأضواء الكاشفة للمنزل بعد أن خرجت إلى الحديقة، ويتركون الإثنين المنزل في عجل.
بيتر يعود في اليوم التالي ولكن يان ويول لا يُخبرونه عن ما فعلوه في ليلة البارحة. يول قريباً ما تكتشف أنها قد فقدت هاتفها النقال، لذلك يول وجان يعودون في تلك الليلة لكي يجدونه في البيت. بعد أن تعثر عليه، هاردنبرگ يدخل من الباب ويبدا بالصراع مع يول بعد أن عرفها. يان، الذي يسمع الصراع، ينزل الدرج ويتخلص من هاردنبرگ بضربه بشمعدان. ليسوا يدرون ما يفعلوا، يتصلوا بپيتر، الذي يحضر كي يُساعدهم.
الثلاثة لا يعرفوا ما يفعلوا مع هاردنبرگ، لذا يأخذونه إلى منزل بعيد عن الناس في جبال الألب النمساوية، بالقرب من ينباخ، بجانب أخنسي، الذي مُلك عم يول. فيما كانوا يُحاولون أن يتعملوا مع الرهينة، يعلمون أن هاردنبرگ كان متطرف نفسه في الستينيات من القرن الماضي. كان رئيس طلبة الاتحاد الاشتراكي الألماني، وكان صديق جيد لرودي دوتشكه، قبل أن تزوج، حصل على وضيفة جيدة، وتخلى عن معتقداته.
مع مرور الوقت، الأيديولوجية السياسية، وعلاقات الشخصيات يتحولون إلى مشاكل. پيتر ويان يتجدلان على علاقة يان المُزدهرة بيول، فيما هاردنبرگ يستعد نفسه.
في نهاية المطاف، الثلاتة يُقررون أن يأخذوا هاردنبرگ إلى منزله ويُطلقوا سراحه. فيما يستعدون للرحيل، هاردنبرگ يُعطي يول رسالة، فيها يُنهي كل الدين ويُخبرهم أن لا داعي لخشي الشرطة. الفيلم ينتهي مع پيتر، يان، ويول نأمين في سرير فيما الشرطة الألمانية يتجمعون خارج باب الشقة التي كان يتشارك فيها العيش الثلاثة ويُحطمون الباب. يول تستيقظ من النوم لسماعها صوت على الباب. الشرطة تدخل إلى الشقة ويرونها تقريباً خالية. في نفس الوقت جول تفتح الباب لخادمة تسأل إذا كانوا يريدون التنظيف، في فندق في برشلونة. في برلين الشرطة يعثرون على ورقة تقول "Manche Menschen ändern sich nie" (بعض الناس لا يتغيرون أبداً).

## التأثير الثقافي
في 2009, تمثل مسروق من برنارد مادوف قد وجد مع ورقة تقول «برني النصاب، الدرس: أرجع الممتلكات المسروقة إلى الأصحاب الشرعيين» موقعة من «المعلمين». إن هذا إشارة واضحة للفيلم، على الرغم أن في الفليم لم يسرقوا أي شيء من المنازل الذين دخلوهم.

## وصلات خارجية
- قد ولت الأعوام السمينة على موقع IMDb (الإنجليزية)
- قد ولت الأعوام السمينة على موقع ميتاكريتيك (الإنجليزية)
- قد ولت الأعوام السمينة على موقع روتن توميتوز (الإنجليزية)
- قد ولت الأعوام السمينة على موقع نتفليكس (الإنجليزية)
- قد ولت الأعوام السمينة على موقع ألو سيني (الفرنسية)
- قد ولت الأعوام السمينة على موقع Turner Classic Movies (الإنجليزية)
- قد ولت الأعوام السمينة على موقع أول موفي (الإنجليزية)
- قد ولت الأعوام السمينة على موقع بوكس أوفيس موجو (الإنجليزية)
- قد ولت الأعوام السمينة على موقع فيلمافينيتي (الإسبانية)
- قد ولت الأعوام السمينة على موقع قاعدة بيانات الأفلام السويدية (السويدية)

1. 1 2 3 4 5 6 7 8 9 10 11 12  مذكور في: europeanfilmawards.eu. European Film Awards ID: 5902. الوصول: 3 أغسطس 2021.
2. 1 2  وصلة مرجع: https://www.europeanfilmacademy.org/2004.120.0.html. مسار الأرشيف: https://web.archive.org/web/20180212083812/https://www.europeanfilmacademy.org/2004.120.0.html. الوصول: 21 مارس 2020.
3. ↑  "WebCite query result". مؤرشف من الأصل في 2012-10-10. اطلع عليه بتاريخ 2010-05-29. {{استشهاد ويب}}: الاستشهاد يستخدم عنوان عام (مساعدة)نسخة محفوظة 20 فبراير 2017 على موقع واي باك مشين.
4. ↑  "WebCite query result". مؤرشف من الأصل في 2012-11-11. اطلع عليه بتاريخ 2010-05-29. {{استشهاد ويب}}: الاستشهاد يستخدم عنوان عام (مساعدة)نسخة محفوظة 08 نوفمبر 2012 على موقع واي باك مشين.